# Апрош (траншея)

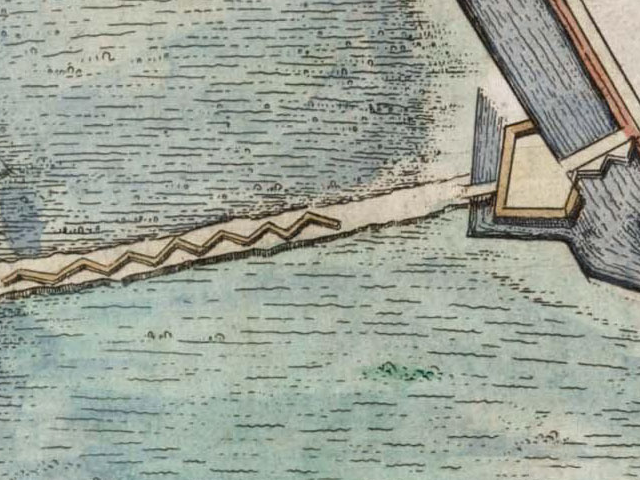
Подход к осаде Бредевоорта (1597 г.) в характерной зигзагообразной форме.

Апроша, Апроши, Аппроши (фр. approche — сближение) или подступы (нем. Laufgraben) — глубокие зигзагообразные продолговатые рвы (траншеи) с внешнею насыпью, служащие для безопасного приближения к атакованному фронту крепости или другого укрепрайона, которые служат для прикрытого от выстрелов сообщения с параллелями, промежуточными узлами и осадными батареями; поэтому апроши называли также «ходами сообщений».
В современной фортификации последнее название практически вытеснило предыдущее.

## История
Впервые апроши были применены в 1418 году англичанами при осаде Руана во время Столетней войны. Спустя два года французы также стали использовать изобретение англичан, применив его во время осады города Мелюна в 1420 году.

## Описание
Апроши располагаются зигзагами, так чтобы их нельзя было подвергать продольному обстрелу с крепостных укреплений. Колена зигзагов по мере приближения к атакованному фронту постепенно укорачиваются: колена наиболее отдалённые составляют более двухсот метров в длину, ближайшие же — иногда не более 50 метров.

## Контр-апроши
Чтобы лишить наступающие войска преимуществ, которые им давали апроши, обороняющиеся стали использовать так называемые «контр-апроши». Они вели встречные земляные работы, с целью выдвинуть свои войска вперёд, что было много легче, чем наступающим, ибо делалось это под прикрытием долговременных огневых точек цитадели. Kонтр-апрошными укреплениями и закрытыми ходами сообщения, осажденные заставляли осаждающего брать с боем эти новые импровизированные позиции раньше, чем атаковать непосредственно укреплённый район, и таким образом затягивать оборону (осадная война есть борьба за время) и наносить неприятелю потери ещё до главного штурма крепости.